# 野洲市くらし支えあい条例
野洲市くらし支えあい条例（やすしくらしささえあいじょうれい）は滋賀県野洲市の条例。

## 概要
野洲市内において訪問販売をする場合は業者の登録制度を設けて規制している。また、市が独自に製作した「訪問販売お断り」のステッカーが貼られているなど、訪問を拒否している市民への勧誘を禁止することを規定している。ステッカーを無視して勧誘した業者や無登録で訪問販売をした業者について、市は業者の説明を聞いた上で、違反の事実を公表することを可能とする規定となっている。
なお条例では「売り手よし、買い手よし、世間よし」の近江商人の「三方よし経営」の言葉を紹介し、消費者とのトラブルを防止するための情報や研修機会を市が業者に提供することも規定しており、訪問販売自体を禁止するものではない。訪問販売の登録の要件は過去2年間に条例違反がなく、暴力団関係者ではない限り誰でも可能な極めてハードルが低いものになっている。
条例は2016年6月21日に野洲市議会で可決され、同年6月24日に公布され、同年10月1日から施行され、条例経過措置として2017年10月1日から無登録業者の訪問販売を条例違反とした。

## 関連書籍
- 岡田博史、北村喜宣、山口道昭、出石稔『地方自治・実務入門シリーズ　自治体コンプライアンスの基礎』有斐閣、2017年。ISBN 9784641227323。